# Hartford (Maine)
Hartford ist eine Town im Oxford County des Bundesstaates Maine in den Vereinigten Staaten. Im Jahr 2020 lebten dort 1203 Einwohner in 737 Haushalten auf einer Fläche von 116,76 km².

## Geographie
Nach dem United States Census Bureau hat Hartford eine Gesamtfläche von 116,76 km², von der 113,62 km² Land sind und 3,13 km² aus Gewässern bestehen.

### Geographische Lage
Hartford liegt im Osten des Oxford Countys und grenzt an das Androscoggin County. Mehrere Seen befinden sich auf dem Gebiet der Town. Im Norden liegt der Lake Anasagunticook, zentral der Bunganock Pond und im Süden der Bear Pond. Die westliche Grenze des Gebietes der Town bildet der East Branch Nezinscot River. Die Oberfläche des Gebietes ist hügelig, die höchste Erhebung ist der 357 m hohe Bear Mountain im Westen von Hartford.

### Nachbargemeinden
Alle Entfernungen sind als Luftlinien zwischen den offiziellen Koordinaten der Orte aus der Volkszählung 2010 angegeben.
- Nordosten: Canton, 12,2 km
- Osten: Livermore, Androscoggin County, 13,8 km
- Südosten: Turner, Androscoggin County, 9,8 km
- Süden: Buckfield, 14,0 km
- Westen: Sumner, 9,8 km
- Nordwesten: Peru, 13,0 km

### Stadtgliederung
In Hartford gibt es mehrere Siedlungsgebiete: East Hartford, Hartford (Hartford Center), North Hartford und South Hartford.

### Klima
Die mittlere Durchschnittstemperatur in Hartford liegt zwischen −7,8 °C (18 °F) im Januar und 20,6 °C (69 °F) im Juli. Damit ist der Ort gegenüber dem langjährigen Mittel Maines um etwa 2 Grad kühler. Die Schneefälle zwischen Oktober und Mai liegen mit deutlich mehr als zwei Metern (bei einem Spitzenwert im Januar von knapp 50 cm) ungefähr doppelt so hoch wie die mittlere Schneehöhe in den USA. Die tägliche Sonnenscheindauer liegt am unteren Rand des Wertespektrums der USA.

## Geschichte
Besiedelt wurde das Gebiet von Hartford ab 1788. Erster Siedler in dem Gebiet war Edmund Irish.
Hartford wurde am 13. Juni 1798 als eigenständige Town organisiert. Zuvor war das Gebiet als East Butterfield Plantation registriert. Weiteres Land kam 1807 von der Plantation Number 1 und im Jahr 1834 von Chandler´s Gore hinzu. Land wurde an Canton in den Jahren 1838, 1839 und 1850 sowie an Buckfield in den Jahren 1856 und 1862 abgegeben.
Benannt wurde Hartford nach Hartford, Connecticut, welches wiederum nach Hartford in England benannt war.
Die ehemalige Portland and Rumford Falls Railway erreichte Hartford 1868. Hartford liegt an der Bahnstrecke Rumford Junction–Kennebago, das Streckenstück ist jedoch stillgelegt.

### Einwohnerentwicklung
| Volkszählungsergebnisse – Town of Hartford, Maine | Volkszählungsergebnisse – Town of Hartford, Maine | Volkszählungsergebnisse – Town of Hartford, Maine | Volkszählungsergebnisse – Town of Hartford, Maine | Volkszählungsergebnisse – Town of Hartford, Maine | Volkszählungsergebnisse – Town of Hartford, Maine | Volkszählungsergebnisse – Town of Hartford, Maine | Volkszählungsergebnisse – Town of Hartford, Maine | Volkszählungsergebnisse – Town of Hartford, Maine | Volkszählungsergebnisse – Town of Hartford, Maine | Volkszählungsergebnisse – Town of Hartford, Maine |
| Jahr                                              | 1800                                              | 1810                                              | 1820                                              | 1830                                              | 1840                                              | 1850                                              | 1860                                              | 1870                                              | 1880                                              | 1890                                              |
| ------------------------------------------------- | ------------------------------------------------- | ------------------------------------------------- | ------------------------------------------------- | ------------------------------------------------- | ------------------------------------------------- | ------------------------------------------------- | ------------------------------------------------- | ------------------------------------------------- | ------------------------------------------------- | ------------------------------------------------- |
| Einwohner                                         |                                                   | 720                                               | 1133                                              | 1294                                              | 1472                                              | 1293                                              | 1156                                              | 996                                               | 863                                               | 689                                               |
|                                                   |                                                   |                                                   |                                                   |                                                   |                                                   |                                                   |                                                   |                                                   |                                                   |                                                   |
| Jahr                                              | 1900                                              | 1910                                              | 1920                                              | 1930                                              | 1940                                              | 1950                                              | 1960                                              | 1970                                              | 1980                                              | 1990                                              |
| Einwohner                                         | 660                                               | 592                                               | 525                                               | 432                                               | 430                                               | 381                                               | 325                                               | 312                                               | 480                                               | 722                                               |
|                                                   |                                                   |                                                   |                                                   |                                                   |                                                   |                                                   |                                                   |                                                   |                                                   |                                                   |
| Jahr                                              | 2000                                              | 2010                                              | 2020                                              | 2030                                              | 2040                                              | 2050                                              | 2060                                              | 2070                                              | 2080                                              | 2090                                              |
| Einwohner                                         | 963                                               | 1185                                              | 1203                                              |                                                   |                                                   |                                                   |                                                   |                                                   |                                                   |                                                   |

## Kultur und Sehenswürdigkeiten

### Bauwerke
In Hartford wurden mehrere Bauwerke unter Denkmalschutz gestellt und  ins National Register of Historic Places aufgenommen.
- Union School, 2018 unter der Register-Nr. 100002593.[10]
- David Warren House, 1983 unter der Register-Nr. 83000467.[11]

## Wirtschaft und Infrastruktur

### Verkehr
Die Maine State Route 140 verläuft aus südwestlicher in nordöstlicher Richtung durch die Town. Von ihr zweigt in Richtung Süden im Village Hartford die Maine State Route 219 ab.

### Öffentliche Einrichtungen
In Hartford gibt es kein eigenes Krankenhaus oder medizinische Einrichtung. Die nächstgelegenen Einrichtungen befinden sich in West Paris, South Paris, Canton und Norway.
Es gibt in Hartford keine eigene Bücherei. Die nächstgelegenen befinden sich in Buckfield, Livermore, oder Turner.

### Bildung
Buckfield gehört mit Hanover, Hartford, Mexico, Roxbury, Rumford und Sumner zum Western Foothills Regional School District (RSU #10).
Im Schulbezirk werden folgende Schulen angeboten:
- Buckfield Junior/Senior High School in Buckfield, Schulklassen 7 bis 12
- Hartford-Sumner Elementary School  in Sumner, Schulklassen Pre-Kindergarten bis 6
- Meroby Elementary School in Mexico, Schulklassen Pre-Kindergarten bis 5
- Mountain Valley Middle School in Mexico, Schulklassen 6 bis 8
- Rumford Elementary School in Rumford, Schulklassen Pre-Kindergarten bis 5
- Mountain Valley High School in Rumford, Schulklassen 7 bis 12

## Persönlichkeiten

### Söhne und Töchter der Stadt
- Samuel Blake (1807–1887), Anwalt, Politiker und Maine Attorney General